# La Belle Russe
La Belle Russe es una película estadounidense de drama romántico muda de 1919 dirigida por Harry B. Harris y protagonizada por Theda Bara, Warburton Gamble, Marian Stewart, Robert Lee Keeling, William B. Davidson, y Alice Wilson. Está basada en la obra teatral de 1882 homónima de David Belasco, la cual ya había sido anteriormente adaptada al cine en 1914. La película fue estrenada por Fox Film Corporation el 21 de septiembre de 1919.

## Trama
Cuando estalla la guerra, Phillip Sackton se alista para poder mantener a su esposa, embarazada, después de que, precisamente debido a su matrimonio con la francesa Fleurette, una simple bailarina, fuera desheredado por su noble familia inglesa. En el frente, su amigo Brand le confía a Phillip que fue herido por la famosa Belle Russe, una conocida bailarina, a quien había rechazado y que se parece sorprendentemente a Fleurette.
En casa, tras recibir la noticia de la muerte de Phillip, en realidad prisionero de los alemanes, Fleurette decide regresar a París. Lady Sackton, creyendo que su hijo está muerto, llama a su nuera y al bebé, que ahora es el único heredero de los Sackton, a la mansión familiar.
Cuando termina la guerra, Phillip regresa a Londres, pero no encuentra a Fleurette por ningún lado. La desesperación le lleva a pensar en el suicidio, pero su amigo Brand interviene y le lleva a la mansión. Allí vive la que parece ser Fleurette con su hijito. Pero Brand reconoce en la mujer a su antigua amante, la Belle Russe. Cuando la acusa, llega a las manos con Phillip, que no le cree. Los dos son separados por la llegada de la verdadera Fleurette, que ha salido de París a la búsqueda del niño que, explica, había confiado a su hermana gemela porque estaba gravemente enferma. De hecho, la Belle Russe había aprovechado la oportunidad y había fingido ante Lady Sackton ser Fleurette para ocupar su lugar. Ahora desenmascarada, no le queda otra más que irse.

## Reparto
- Theda Bara como Fleurette Sackton / La Belle Russe.
- Warburton Gamble como Phillip Sackton.
- Marian Stewart como Phillip Sackton Jr.
- Robert Lee Keeling como Sir James Sackton.
- William B. Davidson como Brand.
- Alice Wilson como Lady Sackton.
- Robert Vivian como Mayordomo.
- Lewis Broughton

## Preservación
La película se considera perdida, estando entre las películas cuyas últimas copias fueron destruidas en el incendio de la bóveda de Fox de 1937, como la mayoría de la filmografía de Theda Bara.